# Hjärtats saga
Hjärtats saga är en sång från 1892 av Wilhelm Åström med text av signaturen "Sigurd", det vill säga Alfred Hedenstierna. Sångtextens början, "Var skog har nog sin källa", uppges ibland som alternativ sångtitel.
Sången gavs ut i arrangemang för manskvartett 1892, och kom 1893 ut i en version för pianoackompanjemang och blev snabbt populär. Enligt Wilhelm Åströms änka skall källan som inspirerat Åström varit den som numera är en damm på Skogslyckans kyrkogård i Växjö. Andra uppgifter anger i stället den skulle vara en källa uppe på åsen vid Evedal.
Visan har spelats in i många versioner, av allt från Bertil Boo till Agnetha Fältskog, och även använts i flera svenska filmer, exempelvis Svenska Ords Att angöra en brygga 1965 och Luffaren och Rasmus 1955. Ingmar Nordström har spelat in Hjärtats saga på skivan med samma namn.

### Fotnoter
1. ↑  Sällsamheter i Småland del 1, Olle Ekstedt, s. 65-66.
2. ↑  Hjärtats saga på Svensk mediedatabas
3. ↑  ”Som jag är”. Svensk mediedatabas. 11 mars 1970. http://smdb.kb.se/catalog/id/002041478. Läst 20 maj 2013.
4. ↑  Hjärtats saga på Svensk Filmdatabas
5. ↑  ”Ingmar Nordström Med Lars O. Carlssons Kör & Orkester – Hjärtats Saga” (på engelska). Discogs. https://www.discogs.com/release/2610483-Ingmar-Nordstr%C3%B6m-Med-Lars-O-Carlssons-K%C3%B6r-Orkester-Hj%C3%A4rtats-Saga. Läst 16 november 2023.